# La Petite Gitane
La Petite Gitane (La gitanilla) est une nouvelle de Miguel de Cervantes qui ouvre son recueil des Nouvelles exemplaires.

## Histoire

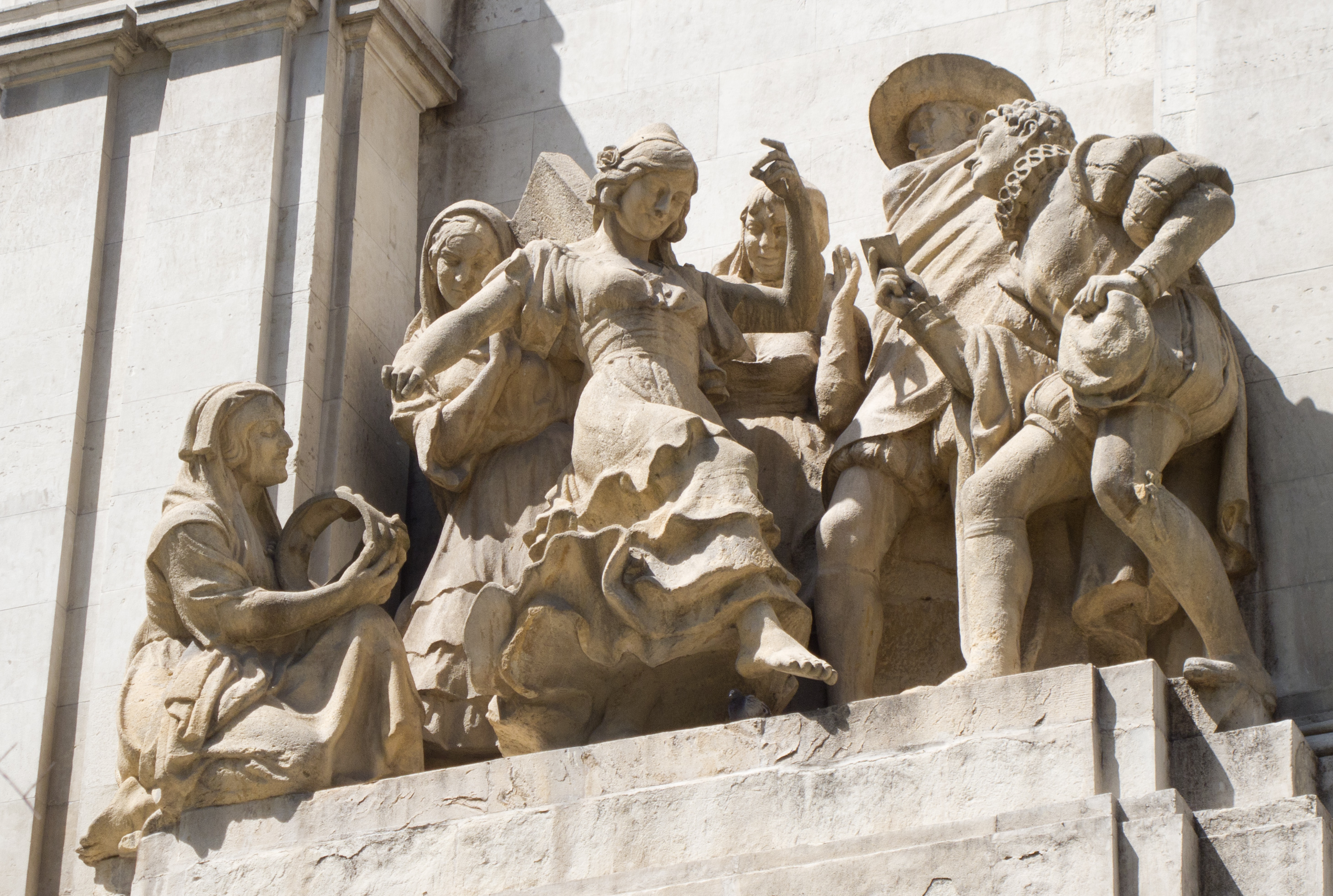
La Petite Gitane (F. Coullaut-Valera, 1960). Détail du monument à Cervantes sur la Place d'Espagne de Madrid.

Cette nouvelle suit la tradition italienne de novellieri créée par Giovanni Boccaccio  et développée par Matteo Bandello pendant la Renaissance italienne. Cette nouvelle ouvre le cycle des douze Nouvelles exemplaires autour de l'amour. C'est la plus longue des nouvelles du recueil. L'auteur utilise l'anagnorisis : la fin de l'histoire nous apprend que la gitane Preciosa est d'origine noble. 
Petite, la jeune fille est éduquée par des gitans, et vit en jouant de la musique et en chantant pour gagner sa vie. Un noble tombe amoureux d'elle. Pour la suivre, et comme preuve de cet amour, il accepte de suivre la vie de nomade et de marginal avec elle. À la fin, il découvre sa véritable condition, la nouvelle s'achève dans la joie d'un mariage entre égaux.
La nouvelle a été publiée avec l'ensemble du recueil en 1613 par Juan de la Cuesta.
L'œuvre marque le développement dans la littérature européenne du topos de l'enfant enlevé par des Roms : le thème, déjà ébauché par Lope de Vega dans sa Medora, est aussi utilisé par Cervantes au théâtre, dans Pedro de Urdemalas.

### Articles liés
- Carmen
- Affaire de l'Ange blond
- La Bohémienne (Visscher)